# Amour de jeunesse

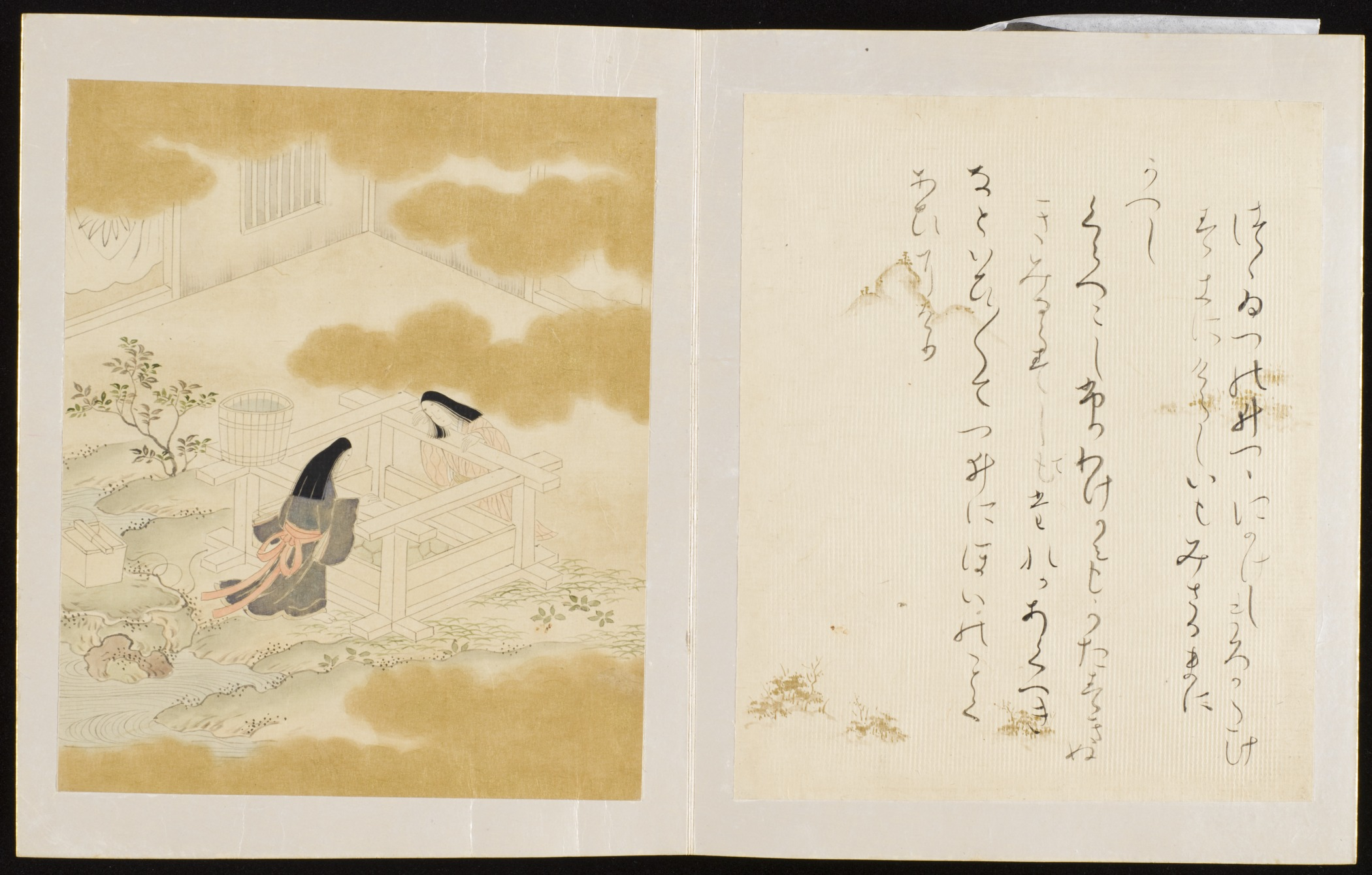
Contes d'Ise, ère Genroku, Japon (1688-1704).

 (octobre 2024).
Si vous disposez d'ouvrages ou d'articles de référence ou si vous connaissez des sites web de qualité traitant du thème abordé ici, merci de compléter l'article en donnant les références utiles à sa vérifiabilité et en les liant à la section « Notes et références ».
L'amour de jeunesse ou amour d'enfance est une relation amoureuse (mais pas un concubinage) entre jeunes. Elle peut se produire par l'extension d'une amitié, par une attirance physique, ou se développer à partir d'une affinité naturelle.
La relation est généralement platonique et dure peu. Cette expérience constitue la base des relations futures ultérieures plus tard dans l'adolescence ou à l'âge adulte. Habituellement, une personne n'a pas plus d'un amour de jeunesse, car ce terme indique une étape importante dans la croissance, le développement et la maturité d'un jeune.
La relation peut impliquer un amour romantique ou être une extension d'une amitié étroite. Souvent, l'intimité par le biais d'un baiser se produit afin de montrer de l'affection. Cela s'ajoute aux câlins et au fait de se tenir la main. Le terme « premier amour » peut également s'appliquer dans certaines situations.
Parfois, au cours des années suivantes, ces amitiés sont « ravivées » suite à des séparations ou au décès de leurs partenaires adultes, ce qui conduit à un mariage ultérieur, à une union, etc. Ces exemples sont remarquables, car ils sont rendus populaires par la couverture médiatique.

## Dans la culture
Un amour de jeunesse est un film franco-allemand réalisé par Mia Hansen-Løve et sorti en France en 2011.

## Note et référence
- (en) Cet article est partiellement ou en totalité issu de l’article de Wikipédia en anglais intitulé « Childhood sweetheart » (voir la liste des auteurs).

1. ↑  « Childhood sweethearts more likely to endure the earlier you were born », The Independent, 24 juillet 2013